# Осада Пешта
Осада Пешта (венг. Pest ostroma) — одно из сражений австро-турецкой войны 1540—1547 гг., происходившее с 26 сентября по 9 октября 1542 года. Огромная армия, собранная из Священной Римской империи и других государств, прибыла под Будайскую крепость и Пешт и в ходе двухнедельной осады пыталась захватить лишь последний город, но не смогла добиться победы. Недостаточная подготовка и некомпетентное руководство стали одной из причин неудачи.

## Предыстория
29 декабря 1541 года венгерскими магнатами был подписан договор о передаче Трансильвании под власть австрийского эрцгерцога Фердинанда, который обещал освободить от турок Буду. Рейхстаг в Шпейере выделил средства, позволившие направить в Венгрию 60-тысячную многонациональную армию под командованием совершенно неопытного в военном руководстве Иоахима Бранденбургского. Вскоре в армии возникли разногласия, так несколько командующих контингентами не соглашались друг с другом. Не хватало взаимного доверия и было мало денег на выплату зарплаты. Многие солдаты вскоре ослабели от болезней. Фердинанд призывал начать осаду Буды как можно скорее, потому что наступила осень.
Нерешительное наступление христианской армии дало время Буде получить подкрепление со стороны турок. Будайскую крепость защищали 10-12 тысяч воинов и 2000 янычар во главе с Бали-пашой.
5 сентября христианские войска выступили из Эстергома. Однако военный совет решил предпринять захват значительно более слабого Пешта, чтобы оттуда оказать психологическое давление на Бали-пашу. Вскоре после этого войска переправились в Сентендре через Дунай на восточную сторону, откуда двинулись в сторону Пешта. Бали-паша не был готов к нападению с этой стороны, но усилил оборону замка Пешта во главе с Юсуф-беем. Стены Пешта были в запущенном состоянии, поэтому турецкие защитники начали рыть рвы у стен. Туркам не хватало только продовольствия. В свою очередь, 15 сентября османские войска из Шеремсега двинулись под Сегед с намерением помочь в случае осады.

## Ход осады
26 сентября христианская армия расположилась лагерем на северной, северо-восточной стороне, вдали от городских стен. Итальянцы, высадившиеся с лодок речной флотилии, отбили у турок остров Маргит, чтобы прикрыть лагерь от атак, идущих с левой стороны, со стороны Буды, и соединили его с восточным берегом мостом. 28-30 сентября христианская армия обстреливала Пешт сильным артиллерийским огнем и вела ожесточенные бои с производившими вылазки турками.
1 октября командир папского контингента Алессандро Вителли повел своих 1200 пехотинцев в атаку вдоль берега Дуная к северной стене города. 3500 турок вышли через ворота и контратаковали его. Батареи в Буде, Пеште и с горы Геллерт также начали обстреливать Вителли. Когда в бой вступили всё новые силы турок, Вителли, построил в каре свой отряд, и мушкетеры, укрывшиеся за пикинёрами, открыли огонь по атакующему противнику. Вителли был вынужден отступить. Остальные немецкие части в бой так и не вмешались, лишь венгерская и хорватская конница Переньи и Зрини поддержали отступающих.
После неудачного штурма Вителли военный совет принял решение обстрелять городские стены, и 3 сентября началась канонада, продолжавшаяся два дня. На двух участках была пробита большая брешь. Однако турки за ночь успели насыпать у пролома вал, на котором были установлены пушки, и вырыть перед ним широкую траншею.
5 октября, во второй половине дня, несколько итальянских, венгерских и немецких пехотных частей начали атаку на брешь. Они были встречены сильным заградительным огнем османской пехоты и артиллерии, что заставило их отступить. Итальянцы Вителли во время второй атаки сумели прорваться в брешь, но немецкая пехота остановилась под стенами, а венгерские части отступили. Турки контратаковали, и христианская армия отступила, потеряв около семисот человек.
Военный совет не оставил надежды взять Пешт штурмом и решил переместить пушки на насыпанный холм. Утром 7 октября солдаты были заняты строительством артиллерийского холма, а военный совет обсуждал, стоит ли начинать атаку. Венгерское и итальянское командование хотело продолжить осаду, тогда как большинство немецкого хотело отступить, ссылаясь на значительное дезертирство. В конце концов военный совет решил отступить от стен Пешта, и 8 октября христианская армия начала отступление от Пешта и Буды. Турки немедленно атаковали их, но венгерская кавалерия прикрыла отступающих. 9 октября речной флот с ранеными и осадной техникой также покинул окрестности города.

## Результаты
Христиане были в отчаянии из-за поражения, а курфюрст Бранденбурга запаниковал и просто сбежал домой. Солдаты иностранных контингентов обвинили друг друга в неудаче, и 10 октября христианская армия распалась в Эстергоме. Однако Фердинанд все еще держал под ружьем 7000 солдат для прикрытия Вены.
Из-за попытки вернуть Буду в 1543 году Сулейман I лично повел свои армии против Венгрии, чтобы расширить Будайский вилайет и тем самым обеспечить защиту Буды.